# Светлов, Борис Николаевич
Борис Николаевич Светлов (1880—1943) — русский и советский режиссёр игрового и документального кино, сценарист, актёр кино и театра.

## Биография
Борис Светлов родился в 1880 году в Оренбурге. Учился в Лазаревском институте восточных языков.
В 1910—1912 годах Светлов являлся актёром различных театров, а в 1912—1919 годах актёром и режиссёром частных кинофирм Р. Перского, А. Дранкова, «Фильма» города Баку, Г. Либкена в Ярославле. 
За период 1916—1917 годов Борис Николаевич снял более тридцати фильмов. В основном это были комедии-фарсы, детективы или вульгарные драмы. 
В 1916 году снял первую экранизацию оперетты «Аршин мал алан». Премьера состоялась в 1917 году в Баку, в кинотеатре «Форум».
В качестве актёра Светлов часто снимался вместе с Сергеем Сокольским, известным куплетистом-сатириком. Популярность актёру принесла роль Масальского в картине «Сонька Золотая Ручка».
В 1920-х годах Светлов стал режиссёром Александринского театра. В 1921 году он организовал кинотехникум в Петрограде, а, начиная с 1930 года, руководил постановками московского «Мюзик-холла».
В последние годы жизни был актером Камерного театра. В 1941 году вместе с театром эвакуировался в Барнаул.
Умер в Барнауле 12 марта 1943 года.
Развёрнутую оценку творчества Б. Светлова дал А. Бек-Назаров. В частности, он писал «Способность творчески зажечь исполнителя — завидное качество, которым обладают далеко не все режиссёры. Им в полной мере обладал Борис Светлов».

## Фильмография

### Режиссёр
- 1913 — Бедные овечки
- 1913 — Из огня в полымя (реж. под вопросом)
- 1914 — Его превосходительство забавляется (реж. под вопросом)
- 1914 — Месть Боруха
- 1915 — Всколыхнулась Русь сермяжная и грудью стала за святое дело
- 1915 — Как жёны делают мужьям карьеру
- 1915 — Кошачья свадьба
- 1915 — Хорошо сшитый фрак
- 1916 — Аршин мал алан
- 1916 — Больная любовь
- 1916 — В царстве нефти и миллионов
- 1916 — Весёлый питомничек
- 1916 — Девушки, на которых не женятся
- 1916 — Жена
- 1916 — За час до смерти
- 1916 — Как это было
- 1916 — Князь Демир Булат
- 1916 — Ловелас под соусом
- 1916 — Любовь без ботинок
- 1916 — Неприступная
- 1916 — Пётр Симский
- 1916 — Последнее слово подсудимого
- 1916 — Разбойница Орлиха
- 1916 — Разгул с отравленным вином, любовь с помятыми цветами
- 1916 — Рогатая жена
- 1916 — Самуил Гипп, или лакей-шантажист
- 1916 — Слаще яда
- 1917 — Бабушка русской революции
- 1917 — В лапах Иуды
- 1917 — В окопах тыла
- 1917 — Великосветский скиталец
- 1917 — Георгий Гапон
- 1917 — Государственный шантаж
- 1917 — Жертвенник страстей
- 1917 — История одного унижения
- 1917 — Катя Мурина (реж. под вопросом)
- 1917 — Куртизанка и рыбак (реж. под вопросом)
- 1917 — На грани новой и старой России (реж. под вопросом)
- 1917 — Невеста-сорванец
- 1917 — Падающего толкни
- 1917 — Пали преграды (реж. под вопросом)
- 1917 — Победители и побеждённые
- 1917 — Разбойник Лбов
- 1917 — Сатана тут правит бал (реж. под вопросом)
- 1917 — Тайны охранки
- 1917 — Тебя любить, обнять и плакать над тобой (реж. под вопросом)
- 1918 — Ваши пальцы пахнут ладаном
- 1918 — Замурованная
- 1918 — Коммерции советник Коротнёв с сыновьями
- 1918 — Преступление доктора Галиновского
- 1918 — Слёзы каторги
- 1918 — Три вора
- 1919 — Борцы за светлое царство III Интернационала
- 1919 — Все под ружьё
- 1919 — К светлому царству III Интернационала
- 1919 — Победа мая
- 1919 — Попрыгунья
- 1919 — Пролетарград на страже революции
- 1920 — Взятие Зимнего дворца
- 1920 — Гимн освобождённому труду
- 1921 — Лесные братья
- 1922 — Доля ты русская, долюшка женская (короткометражный)
- 1925 — Путешествие трудовых копеек (документальный)
- 1926 — Карьера Спирьки Шпандыря
- 1926 — Чужие

### Сценарист
- 1913 — Бедные овечки
- 1919 — Все под ружьё (короткометражный)
- 1925 — Наводнение

### Актёр
- 1912 — Колдунья (Алексей)
- 1913 — Бедные овечки
- 1914 — Сонька золотая ручка
- 1915 — Есть женщины светлые, прекрасные…
- 1916 — Как жёны делают мужьям карьеру